# AEGON International 2012
L'AEGON International 2012 è stato un torneo tennistico svolto in concomitanza tra uomini e donne, su campi in erba all'aperto. È stata la 38ª edizione del torneo per le donne e la 4ª per gli uomini. Appartiene alle categorie WTA Premier per quanto riguarda il WTA Tour 2012, e all'ATP World Tour 250 series per l'evento maschile. Si è svolto al Devonshire Park Lawn Tennis Club di Eastbourne, in Inghilterra, dal 16 al 23 giugno 2012.
Inoltre si è svolto anche un torneo per i ragazzi.

## Partecipanti ATP

### Teste di serie
| Nazionalità | Giocatore             | Ranking* | Testa di serie |
| ----------- | --------------------- | -------- | -------------- |
| Francia     | Richard Gasquet       | 19       | 1              |
| Spagna      | Marcel Granollers     | 22       | 2              |
| Italia      | Andreas Seppi         | 24       | 3              |
| Australia   | Bernard Tomić         | 27       | 4              |
| Francia     | Julien Benneteau      | 28       | 5              |
| Stati Uniti | Andy Roddick          | 32       | 6              |
| Germania    | Philipp Kohlschreiber | 34       | 7              |
| Spagna      | Pablo Andújar         | 36       | 8              |

* Le teste di serie sono basate sul ranking dell'11 giugno 2012.

### Altri partecipanti
I giocatori seguenti hanno ricevuto una wild-card per l'ingresso nel tabellone principale:
- Andy Roddick[1]
- Jamie Baker
- James Ward

I giocatori seguenti hanno superato tutti i turni di qualificazione per il tabellone principale:

- Matthew Ebden
- Paul-Henri Mathieu
- Marinko Matosevic
- Vasek Pospisil

## Partecipanti WTA

### Teste di serie
| Nazionalità | Giocatrice          | Ranking* | Testa di serie |
| ----------- | ------------------- | -------- | -------------- |
| Polonia     | Agnieszka Radwańska | 3        | 1              |
| Rep. Ceca   | Petra Kvitová       | 4        | 2              |
| Danimarca   | Caroline Wozniacki  | 7        | 3              |
| Francia     | Marion Bartoli      | 8        | 4              |
| Germania    | Angelique Kerber    | 9        | 5              |
| Russia      | Vera Zvonarëva      | 13       | 6              |
| Serbia      | Ana Ivanović        | 14       | 7              |
| Rep. Ceca   | Lucie Šafářová      | 21       | 8              |

* Le teste di serie sono basate sul ranking dell'11 giugno 2012.

### Altre partecipanti
Le giocatrici seguenti hanno ricevuto una wild-card per l'ingresso nel tabellone principale:
- Anne Keothavong
- Heather Watson

Le giocatrici seguenti hanno superato tutti i turni di qualificazione per il tabellone principale:

- Gréta Arn
- Stéphanie Dubois
- Laura Robson
- Elena Vesnina

La seguente giocatrice è stata ammessa al tabellone principale come Lucky loser:
- Andrea Hlaváčková

## Campioni

### Singolare maschile
Andy Roddick ha sconfitto in finale  Andreas Seppi per 6-3, 6-2.
- È il trentunesimo titolo in carriera per Roddick, il primo nel 2012.

### Singolare femminile
Tamira Paszek ha sconfitto in finale  Angelique Kerber per 5-7, 6-3, 7-5.
- È il terzo titolo per la Paszek, il primo nel 2012.

### Doppio maschile
Colin Fleming /  Ross Hutchins hanno sconfitto in finale  Jamie Delgado /  Ken Skupski per 6-4, 6-3.

### Doppio femminile
Nuria Llagostera Vives /  María José Martínez Sánchez hanno sconfitto in finale  Liezel Huber /  Lisa Raymond per 6-4, rit.